# Clásico Huracán-San Lorenzo
El clásico Huracán-San Lorenzo es uno de los tradicionales encuentros futbolísticos de Argentina y la ciudad de Buenos Aires. Lo disputan el Club Atlético Huracán y el Club Atlético San Lorenzo de Almagro, y es uno de los más antiguos y convocantes del país, además de ser el clasico mas disparejo a favor del Club Atlético San Lorenzo de Almagro. También se refieren a él como el clásico porteño, y el clásico de barrio más grande del mundo.
En la actualidad trasciende los límites locales, convirtiéndose en un partido seguido tanto a nivel nacional como internacional, que sin embargo mantiene la esencia que le dio origen.
Es el tercer clásico más importante del país en cuanto a suma de títulos oficiales (nacionales e internacionales) logrados por los dos clubes, con un total de 35 títulos (13 de Huracán y 22 de San Lorenzo), solamente detrás del Superclásico y el clásico de Avellaneda. Además, ambos clubes se posicionan en los primeros seis puestos en cantidad de entradas vendidas a lo largo de la historia (San Lorenzo tercero y Huracán sexto) y en la mayoría de las mediciones de cantidad de simpatizantes en el país. 
San Lorenzo y Huracán son dos de los clubes más antiguos, laureados y convocantes del fútbol argentino. Ambos integran la galería de clubes clásicos de la FIFA por Argentina, junto a otros nueve equipos.

## Introducción
El tradicional enfrentamiento surge de la cercanía geográfica de ambos clubes, que durante los años fundacionales tuvieron sus respectivos estadios muy cerca uno de otro. Huracán, luego de haber pasado anteriormente por otros dos lugares, emplazó su cancha en avenida Chiclana y Alagón en 1914, y permaneció allí hasta 1924, a escasas cinco cuadras del lugar donde, entre 1916 y 1981, se erigió El Gasómetro, emblemático enclave de San Lorenzo. 
La rivalidad, que ya existía en la década de 1920, es una sana característica del entorno barrial, que enriquece la historia cultural y deportiva de Parque Patricios, Boedo y el resto de la Ciudad; ambos clubes emparentados con la esencia porteña.
De acuerdo con los límites barriales trazados en décadas recientes por el gobierno de la Ciudad, San Lorenzo nació en el actual barrio de Boedo —aunque antes la zona era considerada parte de Almagro, de ahí su nombre—, lugar en el que permanecen algunas de sus sedes sociales y donde se erigió su histórico estadio conocido como El Gasómetro, en el que jugó hasta 1979, cuando disputó su último partido allí. Luego de catorce años, en 1993, inauguró su segundo y actual estadio, el Pedro Bidegain —conocido popularmente como Nuevo Gasómetro— en el Bajo Flores.
Huracán, por su parte, nació en el barrio de Nueva Pompeya y unos años más tarde trasladó su sede social y emplazó su estadio en lo que hoy es Parque Patricios.
Para abonar la rivalidad, ambos nacieron en el mismo año, San Lorenzo en abril y Huracán en noviembre de 1908.

## Apologías
Roberto Guidotti, coautor del libro oficial del centenario de Huracán, retrató: Es el más porteño de todos los partidos que el fútbol argentino pueda ofrecer. Porque más allá de que hay tantos Huracanes y San Lorenzos en el país, la referencia barrial es ineludible. Y también el respeto, siempre presente más allá de la despreciable violencia de barras. El periodista Eduardo Bejuk expresó en 2007: (…) a este clásico no lo encontrás en paquetes turísticos. Es de una multitudinaria intimidad, bastión antiglobalización, porteño, reo, misterioso como un tango homerístico, compadrito como un cuento borgeano, mío, tuyo, nuestro, eterno….
Por su parte, Fabián Casas -poeta, narrador, periodista y azulgrana visceral- en un intercambio de cartas con la estrella de Hollywood Viggo Mortensen, también hincha fanático de San Lorenzo, a través del sitio oficial del club, escribió: Te confieso algo: cuando vi cómo Huracán se estaba yendo a la B por culpa de la suculenta goleada que le estaba aplicando Independiente, cuando vi las escenas en las que el "Turco" Mohamed se agarraba la cabeza en el banco, se me llenaron los ojos de lágrimas. Yo tengo un gran respeto por el adversario. Yo quería que el Huracán de Cappa saliera campeón y nunca, bajo ningún punto de vista, que el Globo descienda a la B ¿Para qué? Me parece que en nuestro país no hay un culto positivo del Adversario, cosa que hasta la Iglesia Católica tiene con el diablo. Sin el Adversario no somos nada. La misma adversidad es la que nos potencia.

## Los primeros encuentros
El primer enfrentamiento entre los dos equipos fue un partido amistoso jugado el 1 de abril de 1915, en la cancha de Huracán de Chiclana y Alagón. Fue ganado por el local por 3-1. Los goles fueron anotados por Acevedo, Salvarredi y Laguna, para el local, y Gianella, el del visitante.
Por su parte, el primer encuentro oficial ocurrió el 24 de octubre de 1915, en el marco del Campeonato de Primera División, en el luego llamado estadio Arquitecto Ricardo Etcheverri, del Club Ferro Carril Oeste, donde San Lorenzo hizo de local. El partido terminó 3-1 en favor del mismo. El primer gol lo marcó, a los 31 minutos, José “el Negro” Laguna, de Huracán, que sufrió las expulsiones de Caldera y Palacio. A partir de allí se produjo la remontada de San Lorenzo: a los 51 minutos empató M. Perazzo, F. Xarau lo puso en ventaja y luego, nuevamente, Perazzo selló la victoria.
La primera victoria oficial de Huracán ocurrió tres años después, en 1918, por la Copa de Honor, el primer enfrentamiento en copas nacionales. Por el torneo regular, la primera victoria de Huracán fue en la 19.ª fecha del campeonato de 1932.
San Lorenzo, por su parte, conseguiió la primera victoria por copas nacionales en la Copa Beccar Varela 1932.
Los equipos nunca se enfrentaron en categorías de ascenso ni en competencias internacionales, siempre lo hicieron en Primera División y copas nacionales, dentro del ámbito local.

## Historial general
- Fuente: RSSSF.[14]

| Torneos                        | Partidos jugados | Ganados Huracán | Empatados | Ganados San Lorenzo | Goles de Huracán | Goles de San Lorenzo |
| ------------------------------ | ---------------- | --------------- | --------- | ------------------- | ---------------- | -------------------- |
| Primera División               | 175              | 45              | 46        | 83                  | 216              | 312                  |
| Copa de la Liga Profesional    | 4                | 0               | 4         | 0                   | 2                | 2                    |
| Copa de la Superliga Argentina | 2                | 0               | 2         | 0                   | 0                | 0                    |
| Copa Centenario de la AFA      | 2                | 0               | 1         | 1                   | 0                | 2                    |
| Copa de la República           | 2                | 0               | 1         | 1                   | 3                | 4                    |
| Copa de Competencia Británica  | 2                | 1               | 0         | 1                   | 4                | 5                    |
| Copa Adrián Escobar            | 1                | 1               | 0         | 0                   | 1                | 0                    |
| Copa Beccar Varela             | 2                | 0               | 1         | 1                   | 3                | 4                    |
| Copa de Honor                  | 1                | 1               | 0         | 0                   | 2                | 0                    |
| Totales en partidos oficiales  | 191              | 48              | 55        | 87                  | 231              | 329                  |
| Amistosos                      | 33               | 15              | 9         | 9                   | 62               | 56                   |
| Totales generales              | 224              | 63              | 64        | 96                  | 293              | 385                  |

### Enfrentamientos según localía
| Amateurismo (Primera División) San Lorenzo local - Partidos jugados 3 - San Lorenzo ganó 2 y marcó 6 goles. - Huracán no ganó y marcó 2 goles. - Empatados 1 Huracán local - Partidos jugados: 4 - San Lorenzo ganó 3 y marcó 5 goles. - Huracán no ganó y marcó 2 goles. - Empatados 1 | Amateurismo (copas nacionales) San Lorenzo local - Partidos jugados: 1 - San Lorenzo no ganó y no marcó goles. - Huracán ganó 1 y marcó 2 goles. | Profesionalismo (Primera División) San Lorenzo local - Partidos jugados: 81 - San Lorenzo ganó 44 y marcó 160 goles. - Huracán ganó 18 y marcó 94 goles. - Empatados: 18 Huracán local - Partidos jugados: 83 - San Lorenzo ganó 32 y marcó 131 goles. - Huracán ganó 26 y marcó 112 goles. - Empatados: 25 Cancha neutral - Partidos jugados: 4 - San Lorenzo ganó 2 y marcó 10 goles. - Huracán ganó 1 y marcó 6 goles. - Empatados: 1 | Profesionalismo (copas nacionales) San Lorenzo local - Partidos jugados: 6 - San Lorenzo ganó 1 y marcó 4 goles. - Huracán no ganó y marcó 3 goles. - Empatados: 5 Huracán local - Partidos jugados: 4 - San Lorenzo ganó 1 y marcó 4 goles. - Huracán no ganó y marcó 2 goles. - Empatados: 3 Cancha neutral - Partidos jugados: 5 - San Lorenzo ganó 2 y marcó 9 goles. - Huracán ganó 2 y marcó 8 goles. - Empatados: 1 | Amistosos San Lorenzo local - Partidos jugados: 7 - San Lorenzo ganó 2 y marcó 11 goles. - Huracán ganó 2 ganó y marcó 10 goles. - Empatados: 3 Huracán local - Partidos jugados: 6 - San Lorenzo ganó 1 y marcó 9 goles. - Huracán ganó 3 y marcó 7 goles. - Empatados: 2 Cancha neutral - Partidos jugados: 16 - San Lorenzo ganó 4 y marcó 29 goles. - Huracán ganó 8 y marcó 37 goles. - Empatados: 4 |

### Resumen por décadas
| Décadas   | Jugados | Ganados Huracán | Empatados | Ganados San Lorenzo |
| --------- | ------- | --------------- | --------- | ------------------- |
| 1910-1919 | 5       | 1               | 2         | 2                   |
| 1920-1929 | 2       | 0               | 0         | 2                   |
| 1930-1939 | 22      | 7               | 2         | 13                  |
| 1940-1949 | 25      | 7               | 7         | 11                  |
| 1950-1959 | 20      | 4               | 4         | 12                  |
| 1960-1969 | 22      | 3               | 6         | 13                  |
| 1970-1979 | 29      | 11              | 7         | 11                  |
| 1980-1989 | 12      | 3               | 5         | 4                   |
| 1990-1999 | 20      | 4               | 7         | 8                   |
| 2000-2009 | 11      | 3               | 4         | 4                   |
| 2010-2019 | 14      | 3               | 5         | 6                   |
| 2020-2029 | 9       | 2               | 6         | 1                   |
| Totales   | 191     | 48              | 55        | 87                  |

* Se contemplan todos los partidos disputados por competencias oficialesl.

## Tabla comparativa entre los clubes
|                                                         | Huracán                                 | San Lorenzo                          |
| ------------------------------------------------------- | --------------------------------------- | ------------------------------------ |
| Fecha de fundación                                      | 1 de noviembre de 1908                  | 1 de abril de 1908                   |
| Estadio (Capacidad)                                     | Tomás Adolfo Ducó (48 314 espectadores) | Pedro Bidegain (42.964 espectadores) |
| Apodo                                                   | Globo / Quemeros                        | Ciclón / Cuervos                     |
| Cantidad de socios                                      | 51 302                                  | 89 717                               |
| Cantidad de peñas                                       | 36                                      | 170                                  |
| Títulos en la Primera División                          | 5                                       | 15                                   |
| Copas nacionales                                        | 8                                       | 2                                    |
| Títulos internacionales                                 | 0                                       | 3                                    |
| Títulos rioplatenses                                    | 0                                       | 2                                    |
| Títulos en la segunda división                          | 3 (1913, 1989-90, 1999-00)              | 1 (1982)                             |
| Títulos en la tercera división                          | 0                                       | 1 (1914)                             |
| Clasificación en Primera División en el amateurismo     | 10.º puesto (505 puntos)                | 4.º puesto (586 puntos)              |
| Clasificación en Primera División en el profesionalismo | 11.º puesto (2981 puntos)               | 3.º puesto (4259 puntos)             |
| Clasificación histórica en Primera División             | 9.º puesto (3483 puntos)                | 3.º puesto (4845 puntos)             |
| Ranking Conmebol                                        | 70                                      | 32                                   |
| Torneos internacionales disputados                      | 12                                      | 38                                   |
| Temporadas en Primera División                          | 100                                     | 111                                  |
| Temporadas en otras divisiones                          | 14                                      | 2                                    |
| Descensos                                               | 4 (1986, 1999, 2003, 2011)              | 1 (1981)                             |
| Categoría actual                                        | Primera División                        | Primera División                     |
| Goleadores de Primera División                          | 6                                       | 17                                   |

## Títulos oficiales
| Competiciones                                | Huracán | San Lorenzo |
| Títulos internacionales                      | 0       | 3           |
| Títulos confederativos e interconfederativos | 0       | 3           |
| -------------------------------------------- | ------- | ----------- |
| Copa Libertadores de América                 | 0       | 1           |
| Copa Sudamericana                            | 0       | 1           |
| Copa Mercosur                                | 0       | 1           |
| Campeonatos rioplatenses de fútbol           | 0       | 2           |
| Copa Aldao                                   | 0       | 1           |
| Copa Campeonato del Río de la Plata          | 0       | 1           |
| Campeonatos de Primera División              | 5       | 15          |
| Campeonatos anuales de Primera División      | 4       | 6           |
| Copa de Honor                                | 0       | 1           |
| Campeonato Nacional                          | 0       | 2           |
| Campeonato Metropolitano                     | 1       | 2           |
| Torneo Clausura                              | 0       | 3           |
| Torneo Inicial                               | 0       | 1           |
| Copas nacionales                             | 8       | 2           |
| Copa Argentina                               | 1       | 0           |
| Copa de la República                         | 0       | 1           |
| Supercopa Argentina                          | 1       | 1           |
| Copa Estímulo                                | 1       | 0           |
| Copa Ibarguren                               | 2       | 0           |
| Copa Británica                               | 1       | 0           |
| Copa Escobar                                 | 2       | 0           |
| Títulos oficiales                            | 13      | 22          |

### Títulos por década
| Décadas   | Huracán | San Lorenzo |
| --------- | ------- | ----------- |
| 1910-1919 | 1       | 0           |
| 1920-1929 | 6       | 5           |
| 1930-1939 | 0       | 2           |
| 1940-1949 | 3       | 2           |
| 1950-1959 | 0       | 1           |
| 1960-1969 | 0       | 1           |
| 1970-1979 | 1       | 3           |
| 1980-1989 | 0       | 0           |
| 1990-1999 | 0       | 1           |
| 2000-2009 | 0       | 4           |
| 2010-2019 | 2       | 3           |
| 2020-2029 | 0       | 0           |
| TOTAL     | 13      | 22          |

* Se contemplan los títulos oficiales, ya sea en el ámbito local como en el internacional, en la máxima categoría.

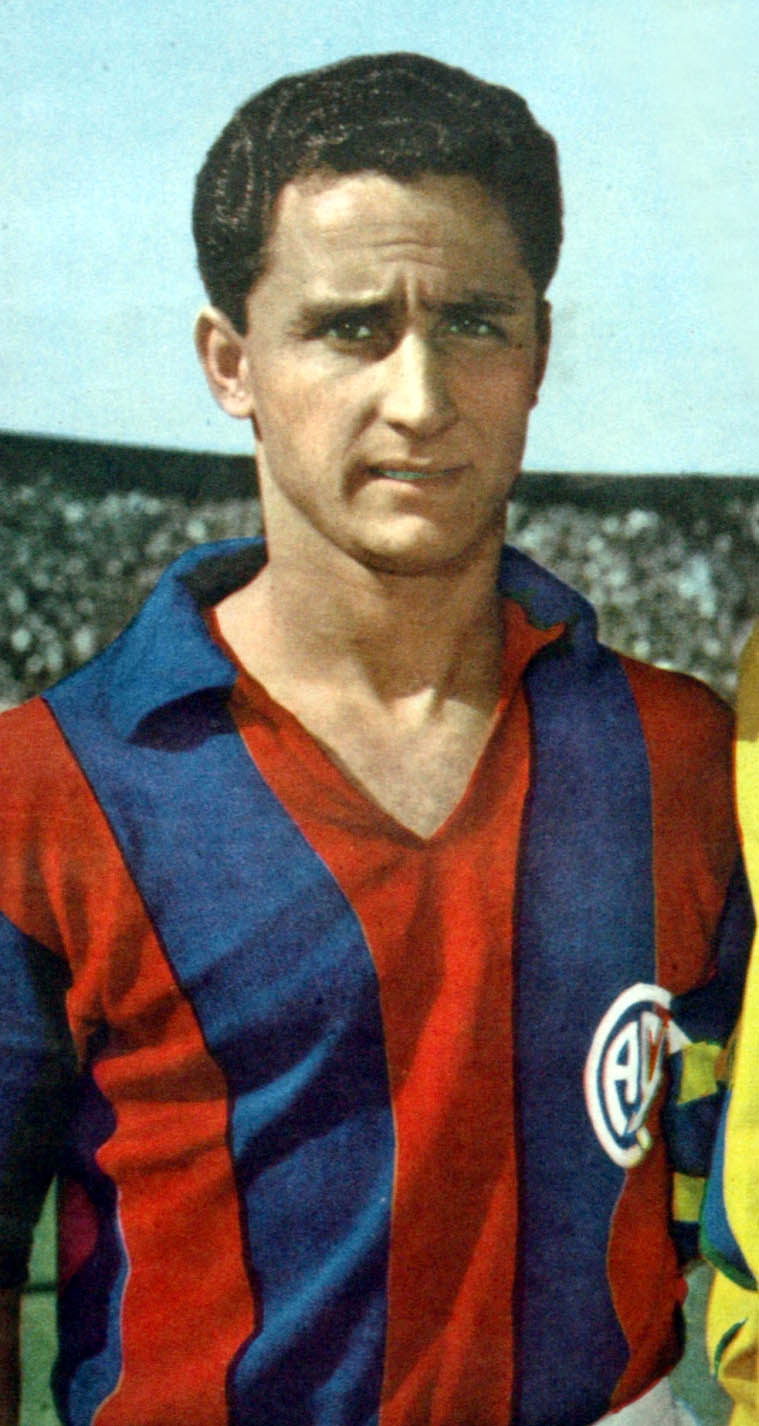
José Sanfilippo, con 16 tantos, es el máximo goleador histórico del clásico.

## Récords
- La máxima cantidad de años invicto por el Campeonato de Primera División es para San Lorenzo, con 17, entre 1915 y 1932. Fueron 7 victorias y 3 empates.
- La máxima cantidad de triunfos consecutivos le pertenece a San Lorenzo, con 9, entre la segunda rueda del campeonato de 1957 y la primera rueda de 1961, inclusive.

- La máxima cantidad de partidos invictos es de San Lorenzo, con 13, entre 1957 y 1968. Fueron 11 victorias y 2 empates.[22]

- La mayor cantidad de triunfos consecutivos como local, le pertenece a San Lorenzo, con 5 triunfos en 4 oportunidades: 1934 a 1938, 1957 a 1961, 1963 a 1967 y 1993 a 1997.

- La mayor cantidad de triunfos consecutivos como visitante, es nuevamente de San Lorenzo, con 6 triunfos seguidos entre 1955 y 1960.

- La mayor cantidad de triunfos en un solo año le corresponde a Huracán, con 5 victorias consecutivas durante 1976, algo único en la historia de los clásicos del fútbol argentino.

- El partido con más goles fue en la segunda rueda del Campeonato de Primera División 1959, cuando San Lorenzo se impuso a Huracán por 6 a 3.

- El máximo goleador es José Sanfilippo, de San Lorenzo, con 16 anotaciones.
- La mayor goleada como local le corresponde a San Lorenzo de Almagro, que ganó 5-0 en el Apertura 1995. Por su parte, Huracán ganó 5-1 en 1944.

- El triunfo más abultado como visitante lo tiene San Lorenzo de Almagro. Venció 4-0 en el Apertura 2002, en el Palacio Tomás Adolfo Ducó.

### Máximas goleadas
| Local       | Resultado | Visitante   | Año  | Estadio            | Goles                                                                                 |
| ----------- | --------- | ----------- | ---- | ------------------ | ------------------------------------------------------------------------------------- |
| San Lorenzo | 3-0       | Huracán     | 1931 | El Gasómetro       | E. Moyano (e/c), J. Cortecci, A. Arrieta (SL)                                         |
| San Lorenzo | 1-4       | Huracán     | 1933 | El Gasómetro       | H. Msantonio (2), R. Gil, J. Cordero (H) - J. Villalba (SL)                           |
| San Lorenzo | 5-1       | Huracán     | 1934 | El Gasómetro       | García, Petronilo, Chividini (2), Cavadini (SL) - Lamas (H)                           |
| San Lorenzo | 2-5       | Huracán     | 1939 | El Gasómetro       | Baldonedo (2), Perdomo, Masantonio, Rodríguez (H) - Lángara (2) (SL)                  |
| San Lorenzo | 5-2       | Huracán     | 1941 | El Gasómetro       | I. Lángara (2), R. Martino, C. Marinelli (e/c), M.Nicolau (SL) - E. Baldonedo (2) (H) |
| Huracán     | 5-1       | San Lorenzo | 1944 | Ferro Carril Oeste | Salvini (3), Baldonedo, Bancheco (H) - De la Mata (SL)                                |
| San Lorenzo | 6-3       | Huracán     | 1959 | El Gasómetro       | Boggio (3), Sanfilippo (3) (SL) - Diz (2), Soria (H)                                  |
| San Lorenzo | 5-2       | Huracán     | 1961 | El Gasómetro       | Sanfilippo (2) (1p), Facundo (2), M. A. Ruíz (SL) - Diz, Menéndez (P) (H)             |
| Huracán     | 1-5       | San Lorenzo | 1971 | La Bombonera       | Giribet (H) - Fischer, Veglio, Ayala (2), P.González (SL)                             |
| Huracán     | 3-0       | San Lorenzo | 1972 | Tomás A. Ducó      | M. Á. Brindisi, R. Avallay (2) (H)                                                    |
| San Lorenzo | 5-0       | Huracán     | 1995 | Nuevo Gasómetro    | E.González (2), Biaggio, Silas, Monserrat (SL)                                        |
| San Lorenzo | 5-1       | Huracán     | 1997 | Nuevo Gasómetro    | Gorosito, Abreu, Silas, L.Fernando, Rivadero (SL) - Barijho (H)                       |
| Huracán     | 0-4       | San Lorenzo | 2002 | Tomás A. Ducó      | Rodrigo Astudillo (3), Pablo Michelini (SL)                                           |
| San Lorenzo | 4-0       | Huracán     | 2003 | Nuevo Gasómetro    | Alberto Acosta (2), José Chatruc, Damian Luna (SL)                                    |
| Huracán     | 1-4       | San Lorenzo | 2008 | La Bombonera       | P. Goltz (H) - A. Torres, Chávez, A. Silvera (2) (SL)                                 |
| Huracán     | 3-0       | San Lorenzo | 2010 | Tomás A. Ducó      | Quintana, Quiroga, D. Rodríguez (H)                                                   |

## Goleadores
| Jugador               | Equipo      | Goles |
| --------------------- | ----------- | ----- |
| José Sanfilippo       | San Lorenzo | 16    |
| Herminio Masantonio   | Huracán     | 10    |
| Miguel Ángel Brindisi | Huracán     | 9     |
| Isidro Lángara        | San Lorenzo | 9     |
| Carlos Babington      | Huracán     | 8     |
| Emilio Baldonedo      | Huracán     | 8     |
| Norberto Boggio       | San Lorenzo | 8     |
| Rodolfo Fischer       | San Lorenzo | 8     |

## Futbolistas que han jugado en ambos equipos
Listado de jugadores que han defendido las camisetas de San Lorenzo y de Huracán.
| - Jonás Acevedo - Juan Santos Argañaraz - Carlos Auzqui - Héctor Blanco - Carlos Bustos - Carlos Buttice - Fabián Carrizo - José Cortecce - Narciso Doval - Gustavo Echaniz - Héctor Facundo - Héctor Fértoli - Juan Ramón Fleita - Antonio García Ameijenda - Carlos Gay - Ariel Graña - Gabriel Gudiño | - Ibrahim Hallar - Diego Armando Herner - Santiago Hirsig - José Toti Iglesias - Juan José Irigoyen - Omar Larrosa - Cristian Leiva - Héctor López - Claudio Marangoni - Pablo Migliore - Rubén Milone - Fernando Moner - Luis Monti - Carlos Moreno - Lucas Nanía - Oscar Ortiz | - Esteban Pogany - Juan Portaluppi - Ángel Puertas - Ricardo Quiñones - Alberto Rendo - Osvaldo Rinaldi - Juan Rizzi - Rubén Romano - Oscar Rossi - Eduardo Isidro Sánchez - José San Román - Oscar Silva - Andrés Silvera - Rubén Suñé - Héctor Veira - Eladio Zárate |

## Himnos
Los himnos de ambas instituciones fueron compuestos en la década del 40', con música de Alfredo Zappettini y letra de Agustín Bernárdez.

## Todos los resultados
- Fuente: RSSSF.[14]

Resultados registrados en todos los torneos oficiales y amistosos y partidos amistosos, incluyendo el amateurismo y el profesionalismo.

### Primera División
| #   | Torneo               | Ronda       | Estadio            | Local       | Resultado | Visitante   | Goles del local                                                | Goles del visitante                                   |
| --- | -------------------- | ----------- | ------------------ | ----------- | --------- | ----------- | -------------------------------------------------------------- | ----------------------------------------------------- |
| 1   | Campeonato 1915      |             | Ferro Carril Oeste | San Lorenzo | 3-1       | Huracán     | A. Coll, M. Perazzo, Francisco Xarau                           | J. Laguna                                             |
| 2   | Campeonato 1916      | 14          | Huracán            | Huracán     | 0-1       | San Lorenzo |                                                                | C. Urio                                               |
| 3   | Campeonato 1917      | 6           | El Gasómetro       | San Lorenzo | 0-0       | Huracán     |                                                                |                                                       |
| 4   | Campeonato 1918      | 6           | Huracán            | Huracán     | 0-0       | San Lorenzo |                                                                |                                                       |
| 5   | Campeonato 1927      | Fecha 8     | Jorge Newbery      | Huracán     | 1-2       | San Lorenzo | C. Onzari                                                      | E. Monti, A. Carricaberry                             |
| 6   | Campeonato 1928      | Fecha 29    | Jorge Newbery      | Huracán     | 1-2       | San Lorenzo | P. Bartolucci                                                  | J. Maglio, A. de la Peña                              |
| 7   | Campeonato 1930      | Fecha 29    | El Gasómetro       | San Lorenzo | 3-1       | Huracán     | J. Cortecci (2), A. Carricaberry                               | Concheiro                                             |
| 8   | Campeonato 1931      | Fecha 9     | El Gasómetro       | San Lorenzo | 3-0       | Huracán     | E. Moyano (e/c), J. Cortecci, Arturo Arrieta                   |                                                       |
| 9   | Campeonato 1931      | Fecha 26    | Jorge Newbery      | Huracán     | 1-1       | San Lorenzo | C. Onzari                                                      | E. Closas                                             |
| 10  | Campeonato 1932      | Fecha 2     | El Gasómetro       | San Lorenzo | 2-1       | Huracán     | José Fossa, Diego García                                       | A. de los Santos                                      |
| 11  | Campeonato 1932      | Fecha 19    | Jorge Newbery      | Huracán     | 2-0       | San Lorenzo | Cordero, Herminio Masantonio                                   |                                                       |
| 12  | Campeonato 1933      | Fecha 4     | Jorge Newbery      | Huracán     | 1-2       | San Lorenzo | Herminio Masantonio                                            | G. Magán, Diego García                                |
| 13  | Campeonato 1933      | Fecha 21    | El Gasómetro       | San Lorenzo | 1-4       | Huracán     | J. Villalba                                                    | H. Masantonio (2), R. Gil, J. Cordero                 |
| 14  | Campeonato 1934      | Fecha 3     | Jorge Newbery      | Huracán     | 0-3       | San Lorenzo |                                                                | A. Arrieta, R. Alarcón, D. García                     |
| 15  | Campeonato 1934      | Fecha 16    | El Gasómetro       | San Lorenzo | 5-1       | Huracán     | D. García, Petronilo, Chividini (2), R. Cavadini               | Lamas                                                 |
| 16  | Campeonato 1934      | Fecha 32    | Chacarita Juniors  | Huracán     | 2-1       | San Lorenzo | Fernández, Gil                                                 | Petronilo                                             |
| 17  | Campeonato 1935      | Fecha 12    | Jorge Newbery      | Huracán     | 2-1       | San Lorenzo | A. Galateo (2)                                                 | L. Rojas                                              |
| 18  | Campeonato 1935      | Fecha 29    | Ferro Carril Oeste | San Lorenzo | 3-0       | Huracán     | I.Arrese, R. Cavadini, G. Cantelli                             |                                                       |
| 19  | Copa de Honor 1936   | Fecha 5     | Jorge Newbery      | Huracán     | 1-0       | San Lorenzo | A. Hermo                                                       |                                                       |
| 20  | Copa Campeonato 1936 | Fecha 5     | El Gasómetro       | San Lorenzo | 2-1       | Huracán     | A. Naón (2)                                                    | D. Balsamo                                            |
| 21  | Campeonato 1937      | Fecha 12    | El Gasómetro       | San Lorenzo | 1-0       | Huracán     | R. Cavadini                                                    |                                                       |
| 22  | Campeonato 1937      | Fecha 30    | Jorge Newbery      | Huracán     | 0-1       | San Lorenzo |                                                                | G. Cantelli                                           |
| 23  | Campeonato 1938      | Fecha 12    | El Gasómetro       | San Lorenzo | 4-2       | Huracán     | A. Cosso (3), R. Alarcón                                       | Belfiore, H. Masantonio                               |
| 24  | Campeonato 1938      | Fecha 29    | Jorge Newbery      | Huracán     | 1-2       | San Lorenzo | D. Balsamo                                                     | R. Alarcón, A. Arrieta                                |
| 25  | Campeonato 1939      | Fecha 7     | Jorge Newbery      | Huracán     | 3-2       | San Lorenzo | E. Baldonedo, Guerra, H. Masantonio                            | R. Cavadini, R. Alarcón                               |
| 26  | Campeonato 1939      | Fecha 24    | El Gasómetro       | San Lorenzo | 2-5       | Huracán     | Isidro Lángara (2)                                             | E. Baldonedo (2), Perdomo, H. Masantonio, Rodríguez   |
| 27  | Campeonato 1940      | Fecha 1     | Jorge Newbery      | Huracán     | 2-4       | San Lorenzo | P. Rodríguez (2)                                               | Isidro Lángara (2), Waldemar, Nuñez                   |
| 28  | Campeonato 1940      | Fecha 18    | El Gasómetro       | San Lorenzo | 3-3       | Huracán     | I. Lángara (2), J. Fattoni                                     | H. Masantonio (3)                                     |
| 29  | Campeonato 1941      | Fecha 4     | El Gasómetro       | San Lorenzo | 5-2       | Huracán     | I. Lángara (2), Rinaldo Martino, C. Marinelli (e/c), M.Nicolau | E. Baldonedo (2)                                      |
| 30  | Campeonato 1941      | Fecha 19    | Jorge Newbery      | Huracán     | 0-3       | San Lorenzo |                                                                | R. Martino (2), A. Borgnia                            |
| 31  | Campeonato 1942      | Fecha 2     | El Gasómetro       | San Lorenzo | 2-1       | Huracán     | A. borgnia, R. Martino                                         | A. Crotti                                             |
| 32  | Campeonato 1942      | Fecha 17    | Jorge Newbery      | Huracán     | 1-3       | San Lorenzo | D. Unzué                                                       | C. Lara, I. Lángara, Ángel Zubieta                    |
| 33  | Campeonato 1943      | Fecha 15    | Ferro Carril Oeste | Huracán     | 1-1       | San Lorenzo | E. Baldonedo                                                   | Francisco de la Mata                                  |
| 34  | Campeonato 1943      | Fecha 30    | El Gasómetro       | San Lorenzo | 2-0       | Huracán     | T. Etchepare, Rinaldo Martino                                  |                                                       |
| 35  | Campeonato 1944      | Fecha 1     | Ferro Carril Oeste | Huracán     | 5-1       | San Lorenzo | J. Salvini (3), E. Baldonedo, Bancheco                         | F. de la Mata                                         |
| 36  | Campeonato 1944      | Fecha 16    | El Gasómetro       | San Lorenzo | 2-2       | Huracán     | R. Alarcón (2)                                                 | Mellone, E. Baldonedo                                 |
| 37  | Campeonato 1945      | Fecha 9     | El Gasómetro       | San Lorenzo | 4-2       | Huracán     | F. Antuña, René Pontoni (2), A. Farro                          | Llamil Simes, Norberto Méndez                         |
| 38  | Campeonato 1945      | Fecha 24    | Monumental         | Huracán     | 3-1       | San Lorenzo | D. Unzué, L. Simes (2)                                         | J. Gosende                                            |
| 39  | Campeonato 1946      | Fecha 6     | El Gasómetro       | San Lorenzo | 2-3       | Huracán     | Armando Farro, Á. Zubieta                                      | Norberto Méndez, Alfredo Di Stéfano (2)               |
| 40  | Campeonato 1946      | Fecha 21    | Ferro Carril Oeste | Huracán     | 0-2       | San Lorenzo |                                                                | A. Farro, Á. Zubieta                                  |
| 41  | Campeonato 1947      | Fecha 6     | José Amalfitani    | Huracán     | 1-1       | San Lorenzo | P. Gallina                                                     | Á. Zubieta                                            |
| 42  | Campeonato 1947      | Fecha 21    | El Gasómetro       | San Lorenzo | 3-3       | Huracán     | O. Silva, R. Pontoni, R. Martino                               | L. Simes (2), N. Méndez                               |
| 43  | Campeonato 1948      | Fecha 1     | El Gasómetro       | San Lorenzo | 0-1       | Huracán     |                                                                | W. Aguirre                                            |
| 44  | Campeonato 1948      | Fecha 16    | Tomás A. Ducó      | Huracán     | 1-2       | San Lorenzo | W. Aguirre                                                     | E. Reggi, A. Farro                                    |
| 45  | Campeonato 1949      | Fecha 11    | Tomás A. Ducó      | Huracán     | 1-1       | San Lorenzo | Lanza                                                          | G. Uñate                                              |
| 46  | Campeonato 1949      | Fecha 28    | El Gasómetro       | San Lorenzo | 0-1       | Huracán     |                                                                | Salinas                                               |
| 47  | Campeonato 1950      | Fecha 3     | Tomás A. Ducó      | Huracán     | 1-3       | San Lorenzo | H. López                                                       | Papa (2), Seoane                                      |
| 48  | Campeonato 1950      | Fecha 20    | El Gasómetro       | San Lorenzo | 2-3       | Huracán     | G. Uñate, Nappe (e/c)                                          | Vigo (3)                                              |
| 49  | Campeonato 1951      | Fecha 3     | Tomás A. Ducó      | Huracán     | 4-4       | San Lorenzo | E. Cerioni, Trejo (2), J. M. Filgueiras                        | E. Reggi (2), J. Benavidez, Á. Zubieta                |
| 50  | Campeonato 1951      | Fecha 20    | El Gasómetro       | San Lorenzo | 2-2       | Huracán     | J. Giarrizo, J. Benavidez                                      | Villafañe, J. Romo                                    |
| 51  | Campeonato 1952      | Fecha 2     | El Gasómetro       | San Lorenzo | 0-1       | Huracán     |                                                                | A. Martínez (e/c)                                     |
| 52  | Campeonato 1952      | Fecha 17    | Tomás A. Ducó      | Huracán     | 2-3       | San Lorenzo | E. Ricagni, V. López                                           | J. Benavídez (2), H. Cortiñas                         |
| 53  | Campeonato 1953      | Fecha 9     | Tomás A. Ducó      | Huracán     | 1-0       | San Lorenzo | A. Giosa                                                       |                                                       |
| 54  | Campeonato 1953      | Fecha 24    | El Gasómetro       | San Lorenzo | 3-1       | Huracán     | Florio, Civico, Benavidez                                      | Pelegrina                                             |
| 55  | Campeonato 1954      | Fecha 9     | El Gasómetro       | San Lorenzo | 2-1       | Huracán     | Á Berni (2)                                                    | R. Infante                                            |
| 56  | Campeonato 1954      | Fecha 24    | La Bombonera       | Huracán     | 1-1       | San Lorenzo | E. Montaño                                                     | R. Pizarro                                            |
| 57  | Campeonato 1955      | Fecha 15    | El Gasómetro       | San Lorenzo | 0-0       | Huracán     |                                                                |                                                       |
| 58  | Campeonato 1955      | Fecha 30    | La Bombonera       | Huracán     | 2-3       | San Lorenzo | R. Infante, F. Respuela                                        | J. López, J. Sanfilippo, J. Benavidez                 |
| 59  | Campeonato 1956      | Fecha 9     | José Amalfitani    | Huracán     | 2-4       | San Lorenzo | H. Onzari (2)                                                  | Á. Berni, J. Portaluppi, R. Martínez, D. D'Alessandro |
| 60  | Campeonato 1956      | Fecha 24    | El Gasómetro       | San Lorenzo | 0-1       | Huracán     |                                                                | H. Onzari                                             |
| 61  | Campeonato 1957      | Fecha 4     | Tomás A. Ducó      | Huracán     | 3-5       | San Lorenzo | R. Bellomo (2), N. Méndez                                      | J. Herrera (2), Norberto Boggio (2), José Sanfilippo  |
| 62  | Campeonato 1957      | Fecha 19    | El Gasómetro       | San Lorenzo | 1-0       | Huracán     | N. Boggio                                                      |                                                       |
| 63  | Campeonato 1958      | Fecha 12    | El Gasómetro       | San Lorenzo | 3-1       | Huracán     | J. Sanfilippo, Á. Cigna, N. Boggio                             | O. Peloso                                             |
| 64  | Campeonato 1958      | Fecha 27    | Ferro Carril Oeste | Huracán     | 2-4       | San Lorenzo | Oscar Rossi, Méndez                                            | J. Sanfilippo (2), J. Herrera, M. A. Ruíz             |
| 65  | Campeonato 1959      | Fecha 12    | Tomás A. Ducó      | Huracán     | 1-4       | San Lorenzo | H. Cancino (e/c)                                               | N. Boggio, J. Sanfilippo (2), M. A. Ruíz              |
| 66  | Campeonato 1959      | Fecha 27    | El Gasómetro       | San Lorenzo | 6-3       | Huracán     | N. Boggio (3), J. Sanfilippo (3)                               | J. Diz (2), C. Soria                                  |
| 67  | Campeonato 1960      | Fecha 12    | El Gasómetro       | San Lorenzo | 2-0       | Huracán     | J. Sanfilippo, L. Leeb                                         |                                                       |
| 68  | Campeonato 1960      | Fecha 27    | Tomás A. Ducó      | Huracán     | 2-4       | San Lorenzo | Arredondo, Villano                                             | J. Sanfilippo (3), O. Rossi                           |
| 69  | Campeonato 1961      | Fecha 1     | El Gasómetro       | San Lorenzo | 5-2       | Huracán     | J. Sanfilippo (2) , H. Facundo (2), M. A. Ruíz                 | J. Diz, N. Menéndez                                   |
| 70  | Campeonato 1961      | Fecha 18    | Tomás A. Ducó      | Huracán     | 0-0       | San Lorenzo |                                                                |                                                       |
| 71  | Campeonato 1962      | Fecha 3     | Tomás A. Ducó      | Huracán     | 1-0       | San Lorenzo | E. Juárez                                                      |                                                       |
| 72  | Campeonato 1962      | Fecha 18    | El Gasómetro       | San Lorenzo | 2-2       | Huracán     | O. Rossi (2)                                                   | A. Marchesse (2)                                      |
| 73  | Campeonato 1963      | Fecha 9     | El Gasómetro       | San Lorenzo | 3-1       | Huracán     | O. Rossi (2), E. Zárate                                        | Brites Sánchez                                        |
| 74  | Campeonato 1963      | Fecha 22    | Tomás A. Ducó      | Huracán     | 0-0       | San Lorenzo |                                                                |                                                       |
| 75  | Campeonato 1964      | Fecha 12    | Tomás A. Ducó      | Huracán     | 0-0       | San Lorenzo |                                                                |                                                       |
| 76  | Campeonato 1964      | Fecha 27    | El Gasómetro       | San Lorenzo | 3-0       | Huracán     | H. Veira, J. C. Carotti, R. Telch                              |                                                       |
| 77  | Campeonato 1965      | Fecha 17    | Tomás A. Ducó      | Huracán     | 0-1       | San Lorenzo |                                                                | I. Santamaría                                         |
| 78  | Campeonato 1965      | Fecha 34    | El Gasómetro       | San Lorenzo | 4-2       | Huracán     | R. Fischer (2), N. Doval, V. Casa                              | Gramari (e/c), T. Gómez                               |
| 79  | Campeonato 1966      | Fecha 10    | Tomás A. Ducó      | Huracán     | 1-2       | San Lorenzo | A. Obberti                                                     | J. C. Facio, H. Veira                                 |
| 80  | Campeonato 1966      | Fecha 29    | El Gasómetro       | San Lorenzo | 4-1       | Huracán     | H. Veira (2), A. Rendo. R. Fischer                             | E. Zárate                                             |
| 81  | Metropolitano 1967   | Fecha 2     | Tomás A. Ducó      | Huracán     | 0-2       | San Lorenzo |                                                                | R. Fischer, N. Doval                                  |
| 82  | Metropolitano 1967   | Fecha 13    | El Gasómetro       | San Lorenzo | 2-1       | Huracán     | H. Veira, R. Fischer                                           | A. Medina                                             |
| 83  | Metropolitano 1968   | Fecha 11    | Tomás A. Ducó      | Huracán     | 0-0       | San Lorenzo |                                                                |                                                       |
| 84  | Metropolitano 1968   | Fecha 22    | El Gasómetro       | San Lorenzo | 2-2       | Huracán     | C. Veglio, P. González                                         | Tedesco, Olmedo                                       |
| 85  | Nacional 1968        | Fecha 5     | El Gasómetro       | San Lorenzo | 3-1       | Huracán     | O. Calics, Telch, Carlos Veglio                                | M. Loayza                                             |
| 86  | Metropolitano 1969   | Fecha 10    | El Gasómetro       | San Lorenzo | 1-2       | Huracán     | R. Telch                                                       | M. Á. Brindisi, R. Vilanoba                           |
| 87  | Metropolitano 1969   | Fecha 21    | La Bombonera       | Huracán     | 3-1       | San Lorenzo | M. Brindisi, Tedesco, L. Giribet                               | M. Á. Tojo                                            |
| 88  | Nacional 1969        | Fecha 17    | El Gasómetro       | San Lorenzo | 2-1       | Huracán     | R. Telch, Rendo                                                | L. Giribet                                            |
| 89  | Metropolitano 1970   | Fecha 8     | Tomás A. Ducó      | Huracán     | 3-2       | San Lorenzo | Roque Avallay, Alberto Rendo, Tedesco                          | Figueroa, Rodolfo Fischer                             |
| 90  | Metropolitano 1971   | Fecha 6     | La Bombonera       | Huracán     | 1-5       | San Lorenzo | L. Giribert                                                    | R. Fischer, C. Veglio, R. Ayala (2), P. González      |
| 91  | Metropolitano 1971   | Fecha 25    | El Gasómetro       | San Lorenzo | 2-0       | Huracán     | García Ameijenda, P. González                                  |                                                       |
| 92  | Nacional 1971        | Fecha 11    | Don León Kolbowsky | Huracán     | 0-3       | San Lorenzo |                                                                | Buglione (e/c), G. Ameijenda, H. Scotta               |
| 93  | Metropolitano 1972   | Fecha 14    | El Gasómetro       | San Lorenzo | 2-2       | Huracán     | R. Ayala (2)                                                   | M. Á. Brindisi, C. Babington                          |
| 94  | Metropolitano 1972   | Fecha 31    | Tomás A. Ducó      | Huracán     | 3-0       | San Lorenzo | M. Brindisi, R. Avallay (2)                                    |                                                       |
| 95  | Nacional 1972        | Fecha 12    | El Cilindro        | San Lorenzo | 3-0       | Huracán     | R. Heredia (2), E. Chazarreta                                  |                                                       |
| 96  | Metropolitano 1973   | Fecha 16    | Tomás A. Ducó      | Huracán     | 2-2       | San Lorenzo | R. Avallay, C. Babington                                       | H. Scotta, R. Ayala                                   |
| 97  | Metropolitano 1973   | Fecha 33    | José Amalfitani    | San Lorenzo | 1-0       | Huracán     | S. Villar                                                      |                                                       |
| 98  | Nacional 1973        | Interzonal  | La Bombonera       | San Lorenzo | 2-2       | Huracán     | R. Telch, H. Scotta                                            | R. Avallay, C. Babington                              |
| 99  | Metropolitano 1974   | Interzonal  | Tomás A. Ducó      | Huracán     | 0-2       | San Lorenzo |                                                                | H. Scotta, J. Piris                                   |
| 100 | Metropolitano 1974   | Interzonal  | El Gasómetro       | San Lorenzo | 0-2       | Huracán     |                                                                | C. Babington, C. Leone                                |
| 101 | Nacional 1974        | Interzonal  | Tomás A. Ducó      | Huracán     | 2-0       | San Lorenzo | C. Babington, M. Brindisi                                      |                                                       |
| 102 | Nacional 1974        | Interzonal  | El Gasómetro       | San Lorenzo | 2-2       | Huracán     | A. Beltrán, E. Chazarreta                                      | C. Leone, C. Babington                                |
| 103 | Metropolitano 1975   | Fecha 19    | El Gasómetro       | San Lorenzo | 1-0       | Huracán     | H. Scotta                                                      |                                                       |
| 104 | Metropolitano 1975   | Fecha 38    | Tomás A. Ducó      | Huracán     | 1-1       | San Lorenzo | J. Sanabria                                                    | H. Scotta                                             |
| 105 | Nacional 1975        | Interzonal  | Tomás A. Ducó      | Huracán     | 0-1       | San Lorenzo |                                                                | C. Premici                                            |
| 106 | Nacional 1975        | Interzonal  | El Gasómetro       | San Lorenzo | 2-2       | Huracán     | M. Mendoza, O. Ortiz                                           | Omar Larrosa, M. Brindisi                             |
| 107 | Metropolitano 1976   | Interzonal  | Tomás A. Ducó      | Huracán     | 3-1       | San Lorenzo | O. Larrosa, O. Ardiles, Candedo                                | H. Scotta                                             |
| 108 | Metropolitano 1976   | Interzonal  | El Gasómetro       | San Lorenzo | 1-3       | Huracán     | M. Rizzi                                                       | A. Sánchez, O. Larrosa, R. Houseman                   |
| 109 | Metropolitano 1976   | Ronda final | La Bombonera       | Huracán     | 4-2       | San Lorenzo | M. Brindisi (2), R. Houseman, C. Leone                         | H. Scotta, M. Sanz                                    |
| 110 | Nacional 1976        | Interzonal  | El Gasómetro       | San Lorenzo | 1-2       | Huracán     | J. Olguin                                                      | C. Leone, R. Houseman                                 |
| 111 | Nacional 1976        | Interzonal  | Tomás A. Ducó      | Huracán     | 2-1       | San Lorenzo | L. Cabrera, D. Cano                                            | D. Uzin                                               |
| 112 | Metropolitano 1977   | Fecha 22    | El Gasómetro       | San Lorenzo | 2-2       | Huracán     | D. Olivares (2)                                                | L. Cabrera, O. Avilés                                 |
| 113 | Metropolitano 1977   | Fecha 45    | Tomás A. Ducó      | Huracán     | 1-0       | San Lorenzo | D. Sanabria                                                    |                                                       |
| 114 | Metropolitano 1978   | Fecha 21    | Tomás A. Ducó      | Huracán     | 2-3       | San Lorenzo | R. Vilanova, R. Romano                                         | J. Meglio (2), R. Collavini                           |
| 115 | Metropolitano 1978   | Fecha 42    | El Gasómetro       | San Lorenzo | 2-1       | Huracán     | M. Á. Torres, H. Simaldone                                     | R. Houseman                                           |
| 115 | Nacional 1979        | Interzonal  | El Gasómetro       | San Lorenzo | 1-2       | Huracán     | V. Marchetti                                                   | R. Avallay, D. Sanabria                               |
| 117 | Nacional 1979        | Interzonal  | Tomás A. Ducó      | Huracán     | 1-3       | San Lorenzo | C. Babington                                                   | M. Rizzi, M. Á. Torres                                |
| 118 | Metropolitano 1980   | Fecha 11    | José Amalfitani    | San Lorenzo | 2-1       | Huracán     | O. Rinaldi, M. Rizzi                                           | M. Brindisi                                           |
| 119 | Metropolitano 1980   | Fecha 30    | Tomás A. Ducó      | Huracán     | 1-0       | San Lorenzo | C. Babington                                                   |                                                       |
| 120 | Nacional 1980        | Interzonal  | Tomás A. Ducó      | San Lorenzo | 1-2       | Huracán     | C. Morandini                                                   | R. Houseman, J. Sanabria                              |
| 121 | Nacional 1980        | Interzonal  | Tomás A. Ducó      | Huracán     | 2-3       | San Lorenzo | J. Gutiérrez, R. Avallay                                       | Corro (2), M. Rizzi,                                  |
| 122 | Metropolitano 1981   | Fecha 8     | Tomás A. Ducó      | Huracán     | 1-3       | San Lorenzo | C. Marangoni                                                   | O. Larrosa (2), Juárez (e/c)                          |
| 123 | Metropolitano 1981   | Fecha 25    | La Bombonera       | San Lorenzo | 0-1       | Huracán     |                                                                | C. Centurión                                          |
| 124 | Metropolitano 1983   | Fecha 4     | Tomás A. Ducó      | Huracán     | 2-2       | San Lorenzo | C. Morresi, Biain (e/c)                                        | Biain, J. Iglesias                                    |
| 125 | Metropolitano 1983   | Fecha 23    | José Amalfitani    | San Lorenzo | 2-1       | Huracán     | Walter Perazzo, A.Husillos                                     | Á, Converti                                           |
| 126 | Metropolitano 1984   | Fecha 18    | Tomás A. Ducó      | Huracán     | 2-2       | San Lorenzo | J. L. Lanao, C. Angeletti                                      | J. Iglesias, Crespín                                  |
| 127 | Metropolitano 1984   | Fecha 37    | Don León Kolbowsky | San Lorenzo | 1-1       | Huracán     | P. Coudannes                                                   | C. Angeletti                                          |
| 128 | Campeonato 1985-86   | Fecha 19    | La Bombonera       | San Lorenzo | 0-0       | Huracán     |                                                                |                                                       |
| 129 | Campeonato 1985-86   | Fecha 38    | Tomás A. Ducó      | Huracán     | 1-1       | San Lorenzo | J. Iglesias                                                    | B. Giunta                                             |
| 130 | Campeonato 1990-91   | Fecha 4     | Tomás A. Ducó      | Huracán     | 0-0       | San Lorenzo |                                                                |                                                       |
| 131 | Campeonato 1990-91   | Fecha 4     | Ferro Carril Oeste | San Lorenzo | 0-1       | Huracán     |                                                                | H. Herrero                                            |
| 132 | Apertura 1991        | Fecha 15    | Tomás A. Ducó      | Huracán     | 2-2       | San Lorenzo | Sergio Saturno, Hugo Morales                                   | Flavio Zandoná, A. Acosta                             |
| 133 | Clausura 1992        | Fecha 15    | José Amalfitani    | San Lorenzo | 2-2       | Huracán     | M. Ballarino, J. Rinaldi                                       | W. Pelletti (2)                                       |
| 134 | Apertura 1992        | Fecha 16    | Tomás A. Ducó      | Huracán     | 1-0       | San Lorenzo | J. Cruz Cruz                                                   |                                                       |
| 135 | Clausura 1993        | Fecha 16    | José Amalfitani    | San Lorenzo | 1-0       | Huracán     | S. Céliz                                                       |                                                       |
| 136 | Apertura 1993        | Fecha 12    | José Amalfitani    | San Lorenzo | 1-0       | Huracán     | M. Maydana                                                     |                                                       |
| 137 | Clausura 1994        | Fecha 12    | Tomás A. Ducó      | Huracán     | 2-1       | San Lorenzo | R. Flores, P. Barrios                                          | C. Netto                                              |
| 138 | Apertura 1994        | Fecha 14    | Tomás A. Ducó      | Huracán     | 1-2       | San Lorenzo | R. Flores                                                      | R. Monserrat, F. Galetto                              |
| 139 | Clausura 1995        | Fecha 14    | Nuevo Gasómetro    | San Lorenzo | 3-0       | Huracán     | C. Biaggio (2), H. Corbalán (e/c)                              |                                                       |
| 140 | Apertura 1995        | Fecha 6     | Nuevo Gasómetro    | San Lorenzo | 5-0       | Huracán     | C. Biaggio, E. González (2), P. Silas, R. Monserrat            |                                                       |
| 141 | Clausura 1996        | Fecha 6     | Tomás A. Ducó      | Huracán     | 1-1       | San Lorenzo | C. Guerra                                                      | L. A. Carranza                                        |
| 142 | Apertura 1996        | Fecha 2     | Tomás A. Ducó      | Huracán     | 1-1       | San Lorenzo | R. Flores                                                      | P. Silas                                              |
| 143 | Clausura 1997        | Fecha 2     | Nuevo Gasómetro    | San Lorenzo | 5-1       | Huracán     | N. Gorosito, Silas, S. Abreu. Luiz Fernando, C. Rivadero       | A. Barijho                                            |
| 144 | Apertura 1997        | Fecha 19    | Nuevo Gasómetro    | San Lorenzo | PP-PP     | Huracán     |                                                                |                                                       |
| 145 | Clausura 1998        | Fecha 19    | José Amalfitani    | Huracán     | 2-1       | San Lorenzo | A. Barijho, D. Montenegro                                      | A. Acosta                                             |
| 146 | Apertura 1998        | Fecha 16    | José Amalfitani    | San Lorenzo | 2-0       | Huracán     | F. Lussenhoff, N. Gorosito                                     |                                                       |
| 147 | Clausura 1999        | Fecha 16    | José Amalfitani    | Huracán     | 1-1       | San Lorenzo | M. Barlatay                                                    | B. Romeo                                              |
| 148 | Apertura 2000        | Fecha 6     | Tomás A. Ducó      | Huracán     | 2-1       | San Lorenzo | S. Morquio, I. Gabrich                                         | B. Romeo                                              |
| 149 | Clausura 2001        | Fecha 6     | Nuevo Gasómetro    | San Lorenzo | 1-1       | Huracán     | R. Estévez                                                     | S. Berti                                              |
| 150 | Apertura 2001        | Fecha 17    | Nuevo Gasómetro    | San Lorenzo | 0-1       | Huracán     |                                                                | E. Villa                                              |
| 151 | Clausura 2002        | Fecha 17    | Tomás A. Ducó      | Huracán     | 1-1       | San Lorenzo | E. Villa                                                       | L. Rodríguez                                          |
| 152 | Apertura 2002        | Fecha 16    | Tomás A. Ducó      | Huracán     | 0-4       | San Lorenzo |                                                                | R. Astudillo (3), P. Michelini                        |
| 153 | Clausura 2003        | Fecha 16    | Nuevo Gasómetro    | San Lorenzo | 4-0       | Huracán     | J. Chatruc, A. Acosta (2), D. Luna                             |                                                       |
| 154 | Apertura 2007        | Fecha 15    | Nuevo Gasómetro    | San Lorenzo | 1-1       | Huracán     | J. Botinelli                                                   | P. Goltz                                              |
| 155 | Clausura 2008        | Fecha 15    | Diego A. Maradona  | Huracán     | 0-0       | San Lorenzo |                                                                |                                                       |
| 156 | Apertura 2008        | Fecha 17    | La Bombonera       | Huracán     | 1-4       | San Lorenzo | P. Goltz                                                       | A. Torres, Chávez, A. Silvera (2)                     |
| 157 | Clausura 2009        | Fecha 17    | La Bombonera       | San Lorenzo | 0-1       | Huracán     |                                                                | P. Goltz                                              |
| 158 | Apertura 2009        | Fecha 15    | Tomás A. Ducó      | Huracán     | 0-2       | San Lorenzo |                                                                | R. Civelli, J. M. Torres                              |
| 159 | Clausura 2010        | Fecha 15    | Nuevo Gasómetro    | San Lorenzo | 3-0       | Huracán     | A. Gómez, Bordagaray, C. Leiva                                 |                                                       |
| 160 | Apertura 2010        | Fecha 12    | Tomás A. Ducó      | Huracán     | 3-0       | San Lorenzo | Quintana, Quiroga, D. Rodríguez                                |                                                       |
| 161 | Clausura 2011        | Fecha 12    | Nuevo Gasómetro    | San Lorenzo | 3-0       | Huracán     | Ortigoza, Salgueiro, Velázquez                                 |                                                       |
| 162 | Campeonato 2015      | Fecha 5     | Nuevo Gasómetro    | San Lorenzo | 3-1       | Huracán     | Romagnoli, Caruzzo, Matos                                      | P. Toranzo                                            |
| 163 | Campeonato 2015      | Fecha 24    | Tomás A. Ducó      | Huracán     | 1-0       | San Lorenzo | P. Toranzo                                                     |                                                       |
| 164 | Campeonato 2016      | Fecha 5     | Tomás A. Ducó      | Huracán     | 1-1       | San Lorenzo | R. Abila                                                       | F. Belluschi                                          |
| 165 | Campeonato 2016      | Fecha 12    | Nuevo Gasómetro    | San Lorenzo | 1-0       | Huracán     | N. Blandi                                                      |                                                       |
| 166 | Campeonato 2016-17   | Fecha 9     | Nuevo Gasómetro    | San Lorenzo | 2-0       | Huracán     | M. Cauteruccio, S. Blanco                                      |                                                       |
| 167 | Campeonato 2016-17   | Fecha 24    | Tomás A. Ducó      | Huracán     | 0-1       | San Lorenzo |                                                                | M. Angeleri                                           |
| 168 | Campeonato 2017-18   | Fecha 19    | Tomás A. Ducó      | Huracán     | 1-1       | San Lorenzo | A. Chávez                                                      | N. Reniero                                            |
| 169 | Campeonato 2018-19   | Fecha 13    | Nuevo Gasómetro    | San Lorenzo | 0-0       | Huracán     |                                                                |                                                       |
| 170 | Campeonato 2019-20   | Fecha 10    | Tomás A. Ducó      | Huracán     | 2-0       | San Lorenzo | L. Barrios, F. Coniglio                                        |                                                       |
| 171 | Campeonato 2021      | Fecha 18    | Tomás A. Ducó      | Huracán     | 2-1       | San Lorenzo | F. Cristaldo, J. Candia                                        | F. Di Santo                                           |
| 172 | Campeonato 2022      | Fecha 13    | Nuevo Gasómetro    | San Lorenzo | 1-0       | Huracán     | E. Cerutti                                                     |                                                       |
| 173 | Campeonato 2023      | Fecha 6     | Tomás A. Ducó      | Huracán     | 1-1       | San Lorenzo | M. Coccaro                                                     | J. Elías                                              |
| 174 | Campeonato 2024      | Fecha 6     | Nuevo Gasómetro    | San Lorenzo | 1-1       | Huracán     | G. Campi                                                       | W. Alarcón                                            |
| 175 | Apertura 2025        | Fecha 7     | Tomás A. Ducó      | Huracán     | 2-0       | San Lorenzo | F. Pereyra, R. Cabral                                          |                                                       |

### Copas nacionales
| #  | Torneo                             | Ronda            | Estadio            | Local       | Resultado   | Visitante   | Goles del local          | Goles del visitante                 |
| -- | ---------------------------------- | ---------------- | ------------------ | ----------- | ----------- | ----------- | ------------------------ | ----------------------------------- |
| 1  | Copa de Honor 1918                 | Primera ronda    | El Gasómetro       | San Lorenzo | 0-2         | Huracán     |                          |                                     |
| 2  | Copa Beccar Varela 1932            | Primera ronda    | El Gasómetro       | San Lorenzo | 2-1         | Huracán     | Volpe (2)                | H. Masantonio                       |
| 3  | Copa Beccar Varela 1933            | Primera ronda    | Jorge Newbery      | Huracán     | 2-2         | San Lorenzo | Santoni, H. Masantonio   | Loyarte, Villalba                   |
| 4  | Copa Adrián Escobar 1942           | Semifinales      | Monumental         | San Lorenzo | 0-1         | Huracán     |                          | Guerra                              |
| 5  | Copa Pedro Ramírez 1943            | Semifinales      | Chacarita Juniors  | San Lorenzo | 2-2         | Huracán     | T. Etchepare, H. Tablada | J. Salvini (2) (1p)                 |
| 6  | Copa Pedro Ramírez 1943            | Semifinales      | Chacarita Juniors  | San Lorenzo | 2-1         | Huracán     | R. Martino (2)           | Guerra                              |
| 7  | Copa de Competencia Británica 1944 | Cuartos de final | Atlanta            | San Lorenzo | 3-4         | Huracán     | Enrico, Heredia, Alarcón | Rodríguez, Simes, Méndez, A. Crotti |
| 8  | Copa de Competencia Británica 1946 | Cuartos de final | Ferro Carril Oeste | San Lorenzo | 2-0         | Huracán     | R. Martino (2)           |                                     |
| 9  | Copa Centenario                    | Primera fase     | Tomás A. Ducó      | Huracán     | 0-2         | San Lorenzo |                          | Á. Bernuncio (2)                    |
| 10 | Copa Centenario                    | Primera fase     | Monumental         | San Lorenzo | 0-0         | Huracán     |                          |                                     |
| 11 | Copa de la Superliga 2019          | Primera fase     | Nuevo Gasómetro    | San Lorenzo | 0-0         | Huracán     |                          |                                     |
| 12 | Copa de la Superliga 2019          | Primera fase     | Tomás A. Ducó      | Huracán     | (3) 0-0 (4) | San Lorenzo |                          |                                     |
| 13 | Copa de la Liga Profesional 2021   | Fase de zonas    | Nuevo Gasómetro    | San Lorenzo | 1-1         | Huracán     | F. Di Santo              | F. Cristaldo                        |
| 14 | Copa de la Liga Profesional 2022   | Fase de zonas    | Nuevo Gasómetro    | San Lorenzo | 0-0         | Huracán     |                          |                                     |
| 15 | Copa de la Liga Profesional 2023   | Fase de zonas    | Nuevo Gasómetro    | San Lorenzo | 1-1         | Huracán     | A. Bareiro               | I. Pussetto                         |
| 16 | Copa de la Liga Profesional 2024   | Fase de zonas    | Tomás A. Ducó      | Huracán     | 0-0         | San Lorenzo |                          |                                     |

### Torneos y partidos amistosos
- Fuente: título Museo Jacobo Urso-Historial de partidos no oficiales del clásico Huracán y San Lorenzo

| #  | Competencia                                                      | Estadio                 | Equipo      | Resultado | Equipo      | Goles (L)                              | Goles (V)                                 |
| -- | ---------------------------------------------------------------- | ----------------------- | ----------- | --------- | ----------- | -------------------------------------- | ----------------------------------------- |
| 1  | Amistoso (1915)                                                  | Huracán                 | Huracán     | 3-1       | San Lorenzo | E. Acevedo, M. Salvarredi y J. Laguna  | L. Gianella                               |
| 2  | Amistoso (1916)                                                  | Ferro Carril Oeste      | Huracán     | 1-1       | San Lorenzo |                                        |                                           |
| 3  | Amistoso (1919)                                                  | El Gasómetro            | San Lorenzo | 1-2       | Huracán     |                                        |                                           |
| 4  | Torneo Caballito 1919                                            | Ferro Carril Oeste      | San Lorenzo | 5-2       | Huracán     | C. E. Votta(2), A. Urso y A. Raffin(2) | L. Bertolini(2)                           |
| 5  | Amistoso (1927)                                                  | El Gasómetro            | San Lorenzo | 2-2       | Huracán     |                                        |                                           |
| 6  | Amistoso (1932)                                                  | Jorge Newbery           | Huracán     | 1-7       | San Lorenzo |                                        |                                           |
| 7  | Amistoso (1937)                                                  | El Gasómetro            | San Lorenzo | 2-4       | Huracán     |                                        |                                           |
| 8  | Amistoso (1938)                                                  | Jorge Newbery           | Huracán     | 2-3       | San Lorenzo |                                        |                                           |
| 9  | Torneo Relámpago Nocturno 1941                                   | Chacarita Juniors       | Huracán     | 1-0       | San Lorenzo | Baldonedo                              |                                           |
| 10 | Torneo Internacional Nocturno Rioplatense 1943                   | Chacarita Juniors       | Huracán     | 4-0       | San Lorenzo | Unzué (2), Méndez, Masantonio          |                                           |
| 11 | Torneo Internacional Nocturno Rioplatense 1944                   | Atlanta                 | Huracán     | 3-4       | San Lorenzo | Salvini, Alberti, Simes                | Enrico (2), Mariani, Etchepare            |
| 12 | Amistoso (1946)                                                  | Monumental              | San Lorenzo | 2-2       | Huracán     |                                        |                                           |
| 13 | Amistoso (1948)                                                  | La Bombonera            | San Lorenzo | 3-1       | Huracán     |                                        |                                           |
| 14 | Amistoso (1951)                                                  | Atlanta                 | Huracán     | 7-4       | San Lorenzo |                                        |                                           |
| 15 | Amistoso (1953)                                                  | La Bombonera            | San Lorenzo | 3-3       | Huracán     |                                        |                                           |
| 16 | Copa 50.º Aniversario de Talleres de Remedios de Escalada (1956) | Talleres                | San Lorenzo | 3-1       | Huracán     |                                        |                                           |
| 17 | Amistoso (1957)                                                  | Platense                | Huracán     | 2-0       | San Lorenzo | Boneri, Onzari                         |                                           |
| 18 | Amistoso (1961)                                                  | El Gasómetro            | San Lorenzo | 2-2       | Huracán     |                                        |                                           |
| 19 | Amistoso (1961)                                                  | Tomás A. Ducó           | Huracán     | 2-1       | San Lorenzo | Melon, Carnnevari                      | Leeb                                      |
| 20 | Copa Jorge Newbery (1964)                                        | El Gasómetro            | San Lorenzo | 2-0       | Huracán     | Rossi (P), H. Veira                    |                                           |
| 21 | Amistoso (1967)                                                  | Gral. San Martín        | Huracán     | 0-1       | San Lorenzo |                                        |                                           |
| 22 | Amistoso (1967)                                                  | Tomás A. Ducó           | Huracán     | 0-0       | San Lorenzo |                                        |                                           |
| 23 | Amistoso (1970)                                                  | El Gasómetro            | San Lorenzo | 2-0       | Huracán     |                                        |                                           |
| 24 | Amistoso (1972)                                                  | Atlanta                 | Huracán     | 2-1       | San Lorenzo |                                        |                                           |
| 25 | Copa Ciudad de Buenos Aires 1972                                 | El Gasómetro            | San Lorenzo | (4)0–0(2) | Huracán     |                                        |                                           |
| 26 | Copa de Oro 1973                                                 | Gral. San Martín        | San Lorenzo | 2-2       | Huracán     | Irigoyen, Ortiz                        | Glaria (e/c), R. Houseman                 |
| 27 | Copa de Oro 1974                                                 | Gral. San Martín        | Huracán     | 2-1       | San Lorenzo | M. Á. Brindisi, Avallay                | G. Ameijenda                              |
| 28 | Copa Amistad 1983                                                | Tomás A. Ducó           | Huracán     | 1-0       | San Lorenzo |                                        |                                           |
| 29 | Amistoso (1990)                                                  | Arq. Ricardo Etcheverri | Huracán     | 2-1       | San Lorenzo |                                        |                                           |
| 30 | Amistoso (1991)                                                  | José Amalfitani         | Huracán     | 3-1       | San Lorenzo |                                        |                                           |
| 31 | Copa de Clásicos 2012                                            | Tomás A. Ducó           | Huracán     | 0-0       | San Lorenzo |                                        |                                           |
| 32 | Copa Ciudad de Buenos Aires 2016                                 | José María Minella      | San Lorenzo | 1-3       | Huracán     | F. Quignon                             | D. Montenegro, R. Abila, M. Caruzzo (e/c) |
| 33 | Copa de Verano Schneider 2018                                    | José María Minella      | Huracán     | 2-0       | San Lorenzo | M. Nervo, M. Bogado (p)                |                                           |

| 1. 2. 3. 4. 5. 6. 7. 8. 9. 10. 11. 12. 13. 14. |

## Hechos de violencia
Es tal el antagonismo entre ambas instituciones que va más allá de la contienda deportiva. Lamentablemente los hechos de violencia se hicieron fuertes en la década de los '90, cuando las barras bravas se enfrentaron muchas veces. En estos episodios, ocurrió la muerte de Ulises Fernández, hincha de Huracán, en un tiroteo en las afueras del Nuevo Gasómetro.
Posteriormente, en el 2002, barrabravas de Huracán ingresaron a escondidas durante la noche en la Ciudad Deportiva de San Lorenzo y produjeron el robo de una bandera gigante (conocida en Argentina como telón), que luego quemaron.
Más recientemente, en el año 2008, durante el festejo del centenario de Huracán un grupo de la barra brava de este club desvió el micro en el que se trasladaban para ir a enfrentar a la barra brava de San Lorenzo. Este enfrentamiento terminó nuevamente con la muerte de un miembro de un sector de la barra brava de Huracán, de apellido Silvera, conocido como Cafú. Todos estos episodios, sumados a otros enfrentamientos de menor relevancia, ha enrarecido el clima del clásico, llevando inclusive a que se juegue sin banderas ni cotillón, en estadios neutrales, limitando la cantidad de espectadores y con un gran operativo policial montado en cada evento.
No obstante ello, existen campañas que buscan revertir la situación, propiciando la concordia y el entendimiento, más allá de la rivalidad deportiva.